# 산리오 퓨로랜드

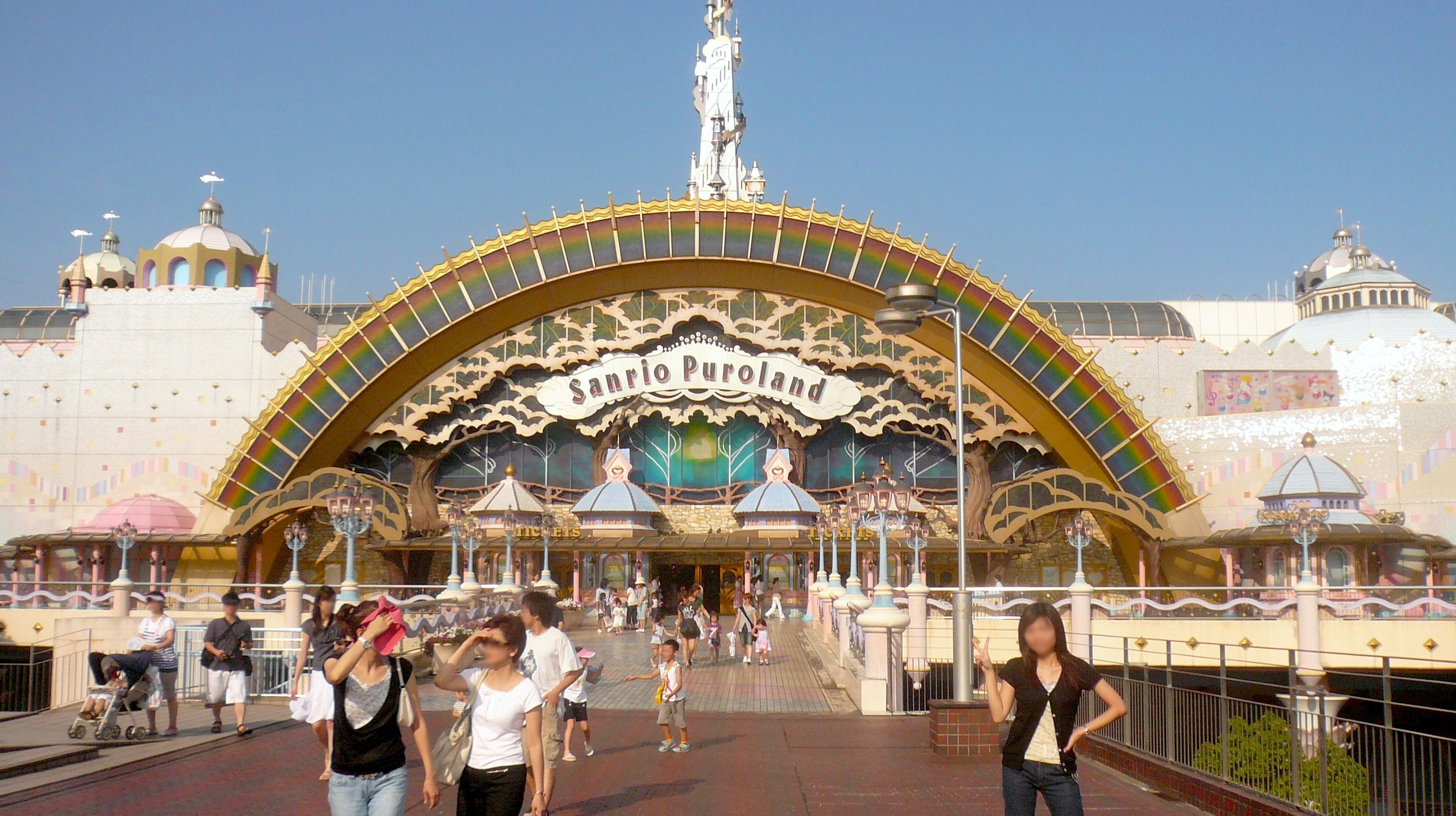
산리오 퓨로랜드

산리오 퓨로랜드(サンリオピューロランド)는 일본 도쿄도 다마시에 있는 놀이공원이다. 헬로키티를 비롯한 산리오의 인기 캐릭터를 볼 수 있다. 4층 구조의 실내형 테마파크로 7개의 어트랙션과 6개의 라이브쇼 극장, 레스토랑, 캐릭터 용품 숍으로 구성되어 있다.